# ACCOBAMS
Угода про збереження китоподібних Чорного моря, Середземного моря та прилеглої Атлантичної зони, або ACCOBAMS, є регіональною міжнародною угодою, яка зобов'язує держави-учасниці щодо збереження китоподібних на їхніх територіях. Угода спрямована на зменшення загроз для китоподібних у Середземному та Чорному морях, а також у прилеглій зоні Атлантичного океану на захід від Гібралтарської протоки.

## Суть договору

### Зустріч Сторін
Нарада Сторін (НС) є головним органом прийняття рішень Угоди. Він збирається раз на три роки, щоб розглянути прогрес, досягнутий у виконанні Угоди, а також будь-які проблеми, з якими стикається ця Угода. НС також затверджує бюджет Угод і переглядає наукові оцінки природоохоронного статусу китоподібних на території Угоди. Нарешті, на НС країни-члени також визначають пріоритети на наступне триріччя.
Держави-учасниці Угоди автоматично отримують право на представництво в НС і кожна має один голос. Крім того, організації, кваліфіковані у сфері збереження китоподібних, також можуть бути представлені спостерігачами в НС.

### Бюро
Бюро є робочим органом угоди та діє як орган прийняття рішень щодо угоди між НС та здійснює тимчасову діяльність від її імені. Він також містить вказівки для Секретаріату щодо реалізації та просування Угоди.
Бюро складається з Голови та заступників Голови, які обираються НС. Крім того, голова Наукового комітету запрошений до участі як спостерігач. Бюро збирається не рідше одного разу на рік.

### Секретаріат
Виконавчим органом Угоди є Секретаріат. Він координує та організовує діяльність НС, Бюро та Наукового комітету з метою забезпечення повного виконання покладених на них обов'язків. Крім того, він здійснює моніторинг бюджету, працює над підвищенням обізнаності громадськості щодо Угоди та її цілей, виконує рішення, адресовані йому МС, і створює звіт для представлення на кожній СС про роботу всіх органів Угоди.

### Науковий комітет
Науковий комітет діє як дорадчий орган при НС. Його основні обов'язки включають:
- Надання консультацій НС з науково-технічних питань
- Проведення наукових оцінок природоохоронного статусу популяцій китоподібних на території дії Угоди
- Консультування щодо розробки та координації міжнародних програм досліджень та моніторингу
- Підготовка до кожної сесії НС звіту про свою діяльність

Науковий комітет складається з «осіб, кваліфікованих експертів у галузі охорони китоподібних» і збирається на прохання НС.

## Зона угоди

Карта, на якій показано ареал Угоди про збереження китоподібних Чорного моря, Середземного моря та прилеглої Атлантичної зони, а також її держав-членів і держав ареалу:
Зона погодження
Розширення зони угоди
Держави-члени
Стан ареалу

Згідно зі статтею 1 Угоди географічна сфера дії цієї Угоди є наступною:
- Усі морські води Чорного та Середземного морів, їхні затоки та моря
- Внутрішні води, з'єднані з цими морськими водами або з'єднують їх між собою
- Атлантична зона, що примикає до Середземного моря на захід від Гібралтарської протоки

У 2010 році, на четвертій НС, Португалія та Іспанія подали пропозиції щодо розширення території Угоди, щоб охопити частини їхніх відповідних виключних економічних зон. Пропозиція була прийнята на НС як резолюція A/4.1 і наразі є чинною.

## Види
Угода охоплює 28 видів китоподібних, які мігрують по всьому ареалу Угоди.
Balaenidae
- Північноатлантичний гладкий кит (Eubalaena glacialis)

Balaenopteridae
- Звичайний малий кит (Balaenoptera acutorostrata)
- Сейвал (Balaenoptera borealis)
- Горбатий кит (Megaptera novaeangliae)
- Синій кит (Balaenoptera musculus)
- Фінвал (Balaenoptera physalus)

Дельфініди
- Афаліна (Tursiops truncatus)
- Дельфін Ріссо (Grampus griseus)
- Косатка (Orcinus orca)
- Карликова косатка (Feresa attenuata)
- Довгоплавник (Globicephala melas)
- Дельфін грубозубий (Steno bredanensis)
- Смугастий дельфін (Stenella coeruleoalba)
- Короткоплавий лоцман (Globicephala macrorhynchus)
- Дельфін звичайний (Delphinus delphis)
- Помилкова косатка (Pseudorca crassidens)
- Чорноморська афаліна (Tursiops truncatus ponticus)

Kogiidae
- Карликовий кашалот (Kogia breviceps)
- Карликовий кашалот (Kogia sima)

Phocoenidae
- Морська свиня (Phocoena phocoena)
- Чорноморська морська свиня (Phocoena phocoena relicta)

Physeteridae
- Кашалот (Physeter macrocephalus)
- Карликовий кашалот (Kogia simus)

Ziphiidae
- Blainville's Beaked Whale (Mesoplodon densirostris)
- Sowerby's Beaked Whale (Mesoplodon bidens)
- Gervais' Beaked Whale (Mesoplodon europaeus)
- True's Beaked Whale (Mesoplodon mirus)
- Cuvier's Beaked Whale (Ziphius cavirostris)

## Держави-члени Угоди

### Держави-учасниці
Нижче наведено всі держави-учасниці Угоди, а також дату, коли Угода набула чинності у водах під їхньою юрисдикцією:
| Країна     | Підписання        | Ратифікація       | Набуття чинності |
| ---------- | ----------------- | ----------------- | ---------------- |
| Албанія    | 24 листопада 1996 | 25 травня 2001    | 1 жовтня 2001    |
| Алжир      | –                 | 19 березня 2007   | 1 грудня 2007    |
| Болгарія   | 16 вересня 1999   | 23 вересня 1999   | 1 червня 2001    |
| Хорватія   | 24 листопада 1996 | 3 травня 2000     | 1 червня 2001    |
| Кіпр       | 24 листопада 1996 | 30 січня 2006     | 1 травня 2006    |
| Єгипет     | –                 | 4 березня 2010    | 1 липня 2010     |
| Франція    | 24 листопада 1996 | 26 лютого 2004    | 1 червня 2004    |
| Грузія     | 24 листопада 1996 | 30 березня 2001   | 1 червня 2001    |
| Греція     | 24 листопада 1996 | 24 листопада 1996 | 1 червня 2001    |
| Італія     | 24 листопада 1996 | 10 лютого 2005    | 1 вересня 2005   |
| Ліван      | –                 | 5 травня 2004     | 1 березня 2005   |
| Лівія      | –                 | 12 травня 2002    | 1 вересня 2002   |
| Мальта     | 23 березня 2001   | 23 березня 2001   | 1 червня 2001    |
| Монако     | 24 листопада 1996 | 25 квітня 2001    | 1 червня 2001    |
| Чорногорія | –                 | 17 лютого 2009    | 1 серпня 2009    |
| Марокко    | 28 березня 1997   | 13 травня 1999    | 1 червня 2001    |
| Португалія | 24 листопада 1996 | 30 вересня 2004   | 1 січня 2005     |
| Румунія    | 28 вересня 1998   | 13 червня 2000    | 1 червня 2001    |
| Словенія   | –                 | 12 липня 2006     | 1 грудня 2006    |
| Іспанія    | 24 листопада 1996 | 7 січня 2001      | 1 червня 2001    |
| Сирія      | –                 | 7 лютого 2002     | 1 червня 2002    |
| Туніс      | 24 листопада 1996 | 21 грудня 2001    | 1 квітня 2002    |
| Туреччина  | –                 | 29 травня 2017    | 1 лютого 2018    |
| Україна    | –                 | 9 липня 2003      | 1 лютого 2004    |

### Зона ареалу
Нижче наведено країни ареалу, які не ратифікували Угоду або не приєдналися до неї:
Підписано, але не ратифіковано:
- Ізраїль
- Європейський Союз

Інші зони ареалу:
- Боснія і Герцеговина
- Росія
- Велика Британія